# 大連市交通局
大連市交通局（仮名：だいれんしこうつうきょく、英称：Dairen City Transportation Bureau）は、大連市内で公営交通事業を行う大連の地方公営企業の一つである。
建設の順序によって、大連軌道交通は大連有軌電車、大連人号軽軌電車、大連地鉄がある。大連人号と比べて、大連快軌と大連地鉄は重軌電車である。報駅言語は中国語と英語の2種類。2015年11月1日までに、大連軌道交通の総運営距離約170 km。

## 歴史
- 2002年11月8日 - 3号線第1期区間香炉礁駅-金石灘駅間試運行開始。
- 2003年5月1日 - 3号線香炉礁駅-金石灘駅間開通。
- 2004年9月29日 - 3号線第2期区間香炉礁駅-大連駅間開通。
- 2006年12月18日 - 3号線小窯湾駅開業。
- 2008年
  - 7月7日 - 3号線開発区駅-九里駅分岐線試運行開始。
  - 12月28日 - 3号線開発区駅-九里駅間開通。
- 2014年5月1日 - 202路延伸線蔡大嶺駅-旅順新港駅間開通。
- 2015年
  - 4月30日 - 2号線第1期区間機場駅-会議中心駅間試運行開始。
  - 5月22日 - 2号線機場駅-会議中心駅間開通。
  - 10月30日 - 1号線第1期区間姚家駅-富国街駅間開通。
- 2016年
  - 1月29日 - 1号線富国街駅 - 会展中心駅間開通。
- 2017年
  - 6月7日 - 1号線会展中心駅 - 河口駅間、2号線海之韻駅 - 会議中心駅間、202路延伸線河口駅 - 蔡大嶺駅間開通。

## 路線
| 記号       | 路線番号 | 路線名   | 区間                                   | キロ程 | 駅数   | 開業時間       | 備考        |
| 営業線     | 営業線   | 営業線   | 営業線                                 | 営業線 | 営業線 | 営業線         | 営業線      |
| ---------- | -------- | -------- | -------------------------------------- | ------ | ------ | -------------- | ----------- |
| T1         | 201路    | 寺児溝線 | 沙河口火車站 - 大連火車站 - 海之韻公園 | 11     | 20     | 1909年9月25日  | [ 1 ]       |
| T2         | 202路    | 星ヶ浦線 | 興工街 - 黒石礁 - 小平島前             | 13     | 19     | 1911年1月17日  |             |
| R3         | 3号線    | 金州東線 | 本線：大連駅 - 保税区駅 - 金石灘駅     | 28+21  | 13     | 2002年11月8日  |             |
| R3         | 3号線    | 金州東線 | 支線：大連駅 - 開発区駅 - 九里駅       | 28+14  | 15     | 2008年7月7日   |             |
| R2         | 202路    | 旅順南線 | 河口駅 - 旅順新港駅                    | 42     | 8      | 2014年5月1日   | [ 2 ]       |
| M2         | 2号線    | 市東西線 | 海之韻駅 - 大連北站駅                  | 37     | 28     | 2015年4月30日  |             |
| M1         | 1号線    | 市南北線 | 河口駅 - 新機場駅                      | 42     | 25     | 2015年10月30日 |             |
| 建設線     |          |          |                                        |        |        |                |             |
| R4         | 未定     | 金普線   | 大連北站駅 - 振興路駅                  | 65     | 18     | 2015年         |             |
| 近期計画線 |          |          |                                        |        |        |                |             |
| R1         | 未定     | 金州西線 | 営城子駅 - 世貿駅                      | 14     | 4      | 2020年         | [ 3 ] [ 4 ] |
| M4         | 未定     | 未定     | 営城子駅 - 竜頭石駅                    | 27     | 20     | 2020年         |             |
| M5         | 未定     | 未定     | 虎灘新区駅 - 後関村駅                  | 24     | 18     | 2018年         |             |
| M7         | 未定     | 未定     | 百合山荘駅 - 港湾広場駅                | 16     | 17     | 2019年         |             |
| 遠期計画線 |          |          |                                        |        |        |                |             |
| R6         | 未定     | 未定     | 長興島 - 普湾新区                      | 未定   | 未定   | 未定           | [ 5 ]       |
| R7         | 未定     | 未定     | 石河高鉄站駅 - 太平湾駅                | 未定   | 未定   | 未定           | [ 6 ]       |
| R9         | 未定     | 未定     | 世貿駅 - 石河高鉄站駅                  | 未定   | 未定   | 未定           |             |
| R10        | 未定     | 旅順北線 | 旅順駅 - 営城子駅                      | 未定   | 未定   | 未定           | [ 4 ]       |
| M6         | 未定     | 未定     | 夏家河子駅 - 虎灘新区駅                | 未定   | 26     | 未定           |             |
| M8         | 未定     | 未定     | 小平島駅 - 棋盤磨駅                    | 未定   | 16     | 未定           |             |
| M9         | 未定     | 未定     | 新機場駅 - 未定                        | 未定   | 未定   | 未定           |             |
| M10        | 未定     | 未定     | 未定 - 未定                            | 未定   | 未定   | 未定           | [ 7 ]       |
| 未定線     |          |          |                                        |        |        |                |             |
| T3         | 203路    | 石門山線 | 興工街 - 錦繍小区 - 寿山公園           | 12     | 15     | 未定           | [ 8 ]       |
| T4         | 204路    | 甘井子線 | 興工街 - 周水子 - 桜花園               | 12     | 18     | 未定           | [ 8 ]       |
| M3         | 未定     | 未定     | 傅家荘駅 - 華東路駅 - 傅家荘駅         | 32     | 23     | 未定           | [ 9 ]       |

 T1 　
沙河口火車站 - 興工街 - 振工街 - 五一広場 - 大同街 - 北京街 - 市場街 - 東関街 - 大連火車站 - 勝利橋 - 民生街 - 民主広場 - 世紀街 - 三八広場 - 二七広場 - 寺児溝 - 春海街 - 華楽広場 - 海昌欣城 - 金広東海岸 - 海之韻公園
 T2 　
興工街 - 錦輝商城 - 解放広場 - 功成街 - 和平広場 - 会展センター - 星海広場 - 化物所 - 医大二院 - 星海公園 - 黒石礁 - 弘基書香園 - 海事大学 - 万達広場 - 高新園区 - 中国華録 - 七賢嶺 - 河口 - 小平島前
 R1 　
●机場新区 - 金渤海岸地塊二 - 金州西 - 世貿（●は乗換駅）
 R2 　
●●河口 - 蔡大嶺 - 黄泥川 - 竜王塘 - 塔河湾 - ●旅順 - 鉄山 - 旅順新港（●●は未開通）
 R3 　
●大連 - 香炉礁 - ●金家街 - 泉水 - ●後塩 - 大連湾 - 快軌車輌段 - ●金馬路 - ●開発区 - ···
- ··· - 保税区 - ●●高城山 - 双D港 - 小窯湾 - ●●黄海大通 - 金石灘
- ··· - 通世泰 - 鴻瑋瀾山 - 東山路 - 和平路 - 十九局 - ●九里

 R4 　
●大連北站 - ●後塩 - ●陶磁城 - 金州 - 八一路 - 十九局 - ●九里 - 十三里 - ●二十里堡 - 三十里堡 - 石河高鉄站 - 海洋大学 - 石河北 - 長店堡 - 掛符橋 - 公交総站 - 三十四中 - 振興路
 M1 　
●新機場 - ●機場新区 - ●後関村 - 姚家 - ●大連北站 - 華北路 - ●●華南北 - 華南広場 - 千山路 - 松江路 - 東緯路 - 春柳 - 香工街 - 中長街 - ●興工街 - ●西安路 - 富国街 - ●会展センター - 星海広場 - 星海公園 - 黒石礁 - 学苑広場 - 凌水 - 七賢嶺 - ●河口
 M2 　
海ノ韻 - 東海 - 東港 - 会議センター - ●港湾広場 - ●中山広場 - 友好広場 - 青泥窪橋 - 一二九街 - 人民広場 - 聯合路 - ●西安路 - 交通大学 - 遼師 - 馬欄広場 - 湾家 - 紅旗西路 - ●虹錦路 - 虹港路 - 機場 - ●辛寨子 - 前革 - 中革 - 革鎮堡 - 後革 - 衛生センター - ●体育センター - 南関嶺 - ●大連北站
 M4 　
●営城子 - 幸福村 - 前牧 - 牧城駅水庫 - ●周家溝 - 辛芸街 - 辛萍街 - ●辛寨子 - 工業大学 - 沢竜湖 - 新達街 - ●西北路 - ●松江路 - 華東路 - ●金家街 - 東方路 - ●梭魚湾 - 大石化 - 黄山砲台 - 竜頭石
 M5 　
●虎灘新区 - 老虎灘 - 景山街 - 桃源 - 石葵路 - ●労動公園 - 友好街 - ●大連 - 梭魚湾南 - ●梭魚湾 - 甘井子 - 甘北路 - 山花街 - 中華路 - 泉水東 - 前塩 - ●後塩 - ●後関村
 M6 　
●夏家河子 - 欣博街 - ●周家溝 - 生態科技城 - 辛水路 - 殷家屯 - 張前路 - 区政府 - ●虹錦路 - 錦繍 - ●錦江路 - 新生路 - 緑波橋 - 長興街 - ●興工街 - 振工街 - 大同街 - 市場街 - ●大連 - 勝利橋 - ●中山広場 - ●三八広場 - 石葵路 - 迎賓路 - 老虎灘 - ●虎灘新区
 M7 　
百合山庄 - ●学子街 - 理工大学 - 文萃街 - 数碼広場 - 高家村 - 西南路 - 南沙街 - ●会展センター - 成仁街 - 建築設計院 - 長春路 - 茂田路 - ●労動公園 - 児童公園 - ●三八広場 - ●港湾広場
 M8 　
小平島 - ●河口 - 七賢嶺 - ●学子街 - 廟嶺村 - 凌水客運 - 紅凌橋 - 富民路 - ●錦江路 - 迎客広場 - ●西北路 - 泡崖北 - 合子橋 - ●体育新城 - 棋盤磨南 - 棋盤磨
 T3 　
興工街 - 中長西四街 - 新築西街 - 芳草団地 - 緑波橋 - 新生路 - 錦江団地 - 錦石路 - 錦繍団地 - 美樹日記団地 - 歓楽雪世界 - 三鼎春天団地 - 盛世園農園 - 辛栄街 - 寿山公園
 T4 　
興工街 - 沙河口 - 香工街 - 車家村 - 春柳 - 劉家橋 - 周水前 - 周水子 - 東緯路 - 王家橋 - 周家街 - 金三角市場 - 金家街 - 金家街快軌駅 - 椒建街 - 椒房街 - 甘井子公園 - 桜花団地
 M3 　
傅家荘 - 仲夏路 - 八一路 - ●(M5)石葵路 - 石峰街 - 白雲山 - ●(M2)人民広場 - 鞍山路 - 海達広場 - 春光街 - 億達世紀城団地 - ●(M4)華東路 - ●(M1)東緯路 - ●(M8)迎客広場 - 劉家橋 - ●(M6)緑波橋 - 新築小学校 - 河清街 - ●(M7)西南路 - 孫家溝 - 化物所 - 星海新天地団地 - 森林動物園 - 傅家荘

## 運賃
大連の電車と快軌の初乗り料金は1元である；地下鉄の初乗り料金は2元で、初期マイレージ6キロ（6キロを含む）、進級マイレージ「6、6、8、8、10、10」。また、2016年4月1日までに明珠公用カードを持っての1、2番の線の地下鉄に乗っての乗客に8割引の特典を統一実行。
| 区間            | 運賃（RMB元） | 明珠卡（RMB元） |
| --------------- | ------------- | --------------- |
| 1区（00-06 km） | 2.00          | 1.60            |
| 2区（07-12 km） | 3.00          | 2.40            |
| 3区（13-18 km） | 4.00          | 3.20            |
| 4区（19-26 km） | 5.00          | 4.00            |
| 5区（27-34 km） | 6.00          | 4.80            |
| 6区（35-44 km） | 7.00          | 5.60            |
| 7区（45-54 km） | 8.00          | 6.40            |

電車
201路、202路は全程ほぼ12 km、201路全程は2元、半程は1元（明珠公用カード全程は1.3元、半程は0.9元）、202路全程は1元（明珠公用カード全程は0.95元）。
地鉄
M1線、M2線の平均駅距は1.3 km、每8駅で価格上昇、1.3 km×8駅≈10km、いわば每10 kmで価格上昇。3号線の平均駅距は3.3 km、3.3 km×3駅≈10 km、いわば平均每3駅で価格上昇。R2線の各ステーションの平均距離は約3 km、3号線と同じぐらい、理論的には、平均每3駅で1元上昇、河口駅から蔡大嶺駅と黄泥川駅まで10 km未満、1元の運賃は合理的、河口駅から龍王塘駅まで約10 km、2元の運賃こそ必要がある。

## 車両
- DLoco FG型電車
  - 3扉セミクロスシート（プラグドア式）

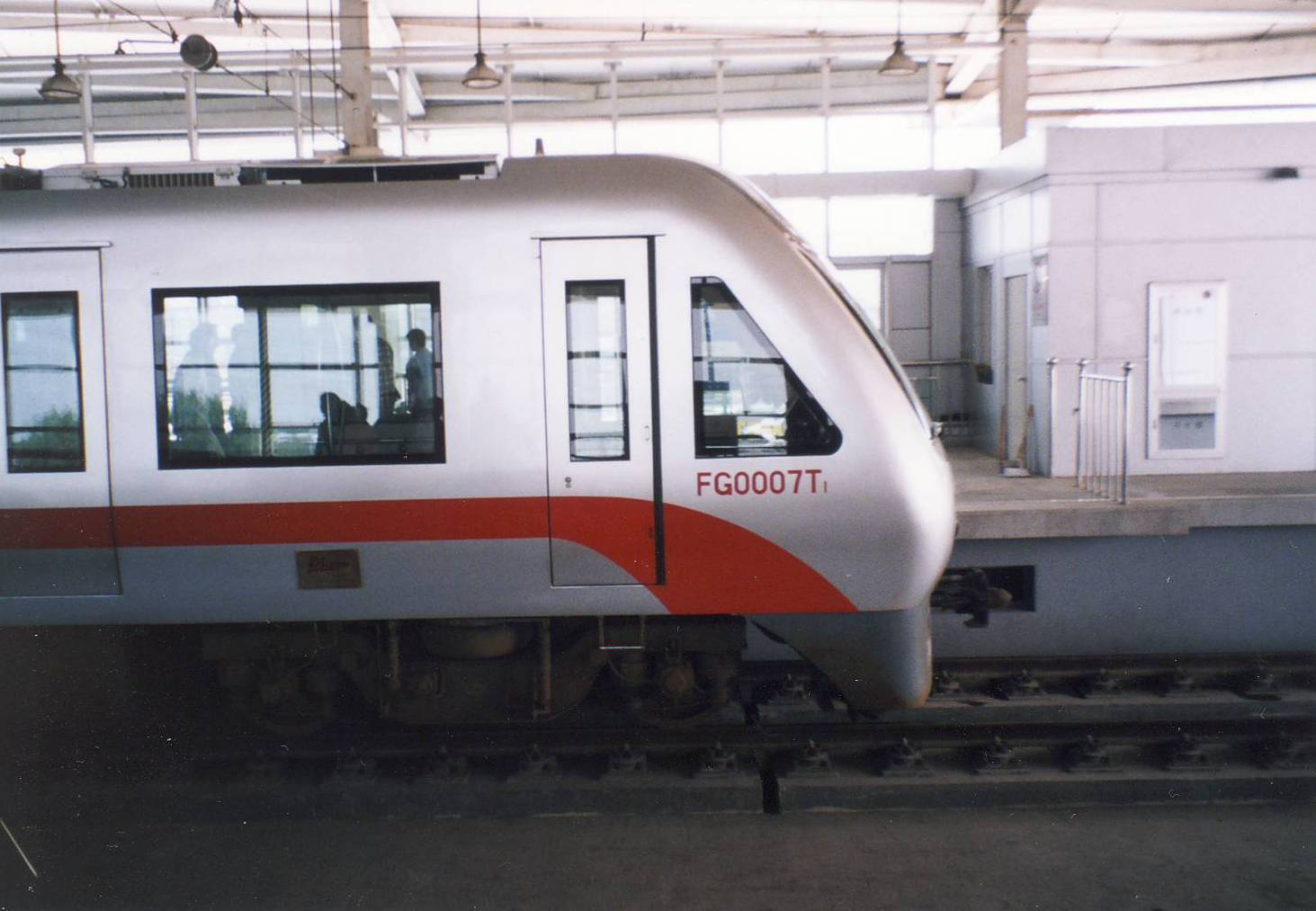
DLoco FG型

  - 大連機車車輛有限公司 (DLoco) 製4両1ユニット (Tc+M+M+Tc)
  - 車体長19.0 m、車体最大幅2.8 m、心皿間距離12.6 m[11]。
  - 機器類は東芝製でVVVFインバータ制御式。
  - 最高速度は100 km/h、平均速度60 km/h。20編成在籍。